# Cách mạng México
Cách mạng México (tiếng Tây Ban Nha: Revolución mexicana) là một cuộc xung đột vũ trang quan trọng bắt đầu vào năm 1910, với cuộc nổi dậy của Francisco I. Madero chống lại chế độ chuyên quyền lâu năm của Porfirio Díaz, và kéo dài trong phần lớn hai thập niên sau đó cho đến năm 1929. Cuộc cách mạng Mexico đặc trưng bởi các phong trào xã hội chủ nghĩa, tự do, vô chính phủ, chủ nghĩa dân túy, và cải cách nông nghiệp. Vào phần sau của cuộc cách mạng, tính chất của nó đã thay đổi từ nổi dậy chống lại chế độ thành một cuộc nội chiến nhiều phe. Xung đột vũ trang này thường được phân loại như các sự kiện chính trị xã hội quan trọng nhất ở México và một trong những biến động vĩ đại nhất của thế kỷ 20.
Sau khi cuộc đấu tranh kéo dài, các đại diện đã thiết lập nên bản hiến pháp Mexico năm 1917. Cách mạng được mọi người coi là đã kéo dài tới năm 1920, mặc dù đất nước vẫn tiếp tục có các cuộc bùng phát chiến tranh lẻ tẻ, nhưng tương đối nhỏ vào những năm 1920. Chiến tranh Cristero của 1926 đến 1929 là tái phát đáng kể nhất vào tình trạng chiến tranh đẫm máu.